# Abadía de Saint-Amand-les-Eaux
La abadía de Saint-Amand-les-Eaux (en francés: abbaye de Saint-Amand), originalmente abadía de Elnon, fue una abadía benedictina francesa en actividad desde 639 hasta 1790, ubicada en la localidad  Saint-Amand-les-Eaux (Norte), que creció a su alrededor. Fundada por el monje Amando de Maastricht, fue un importante centro cultural desde el siglo IX, con una biblioteca y un scriptorium para la producción de manuscritos, como la Segunda Biblia de Carlos el Calvo, y con ecólatras famosos como Milo (fallecido en 872) y Hucbaldo (fallecido en 930).
Una de las abadías más antiguas de Francia, fue varias veces reducida a cenizas, hasta el punto de que los analistas han organizado su historia según los grandes períodos que separan cada incendio.

## Historia

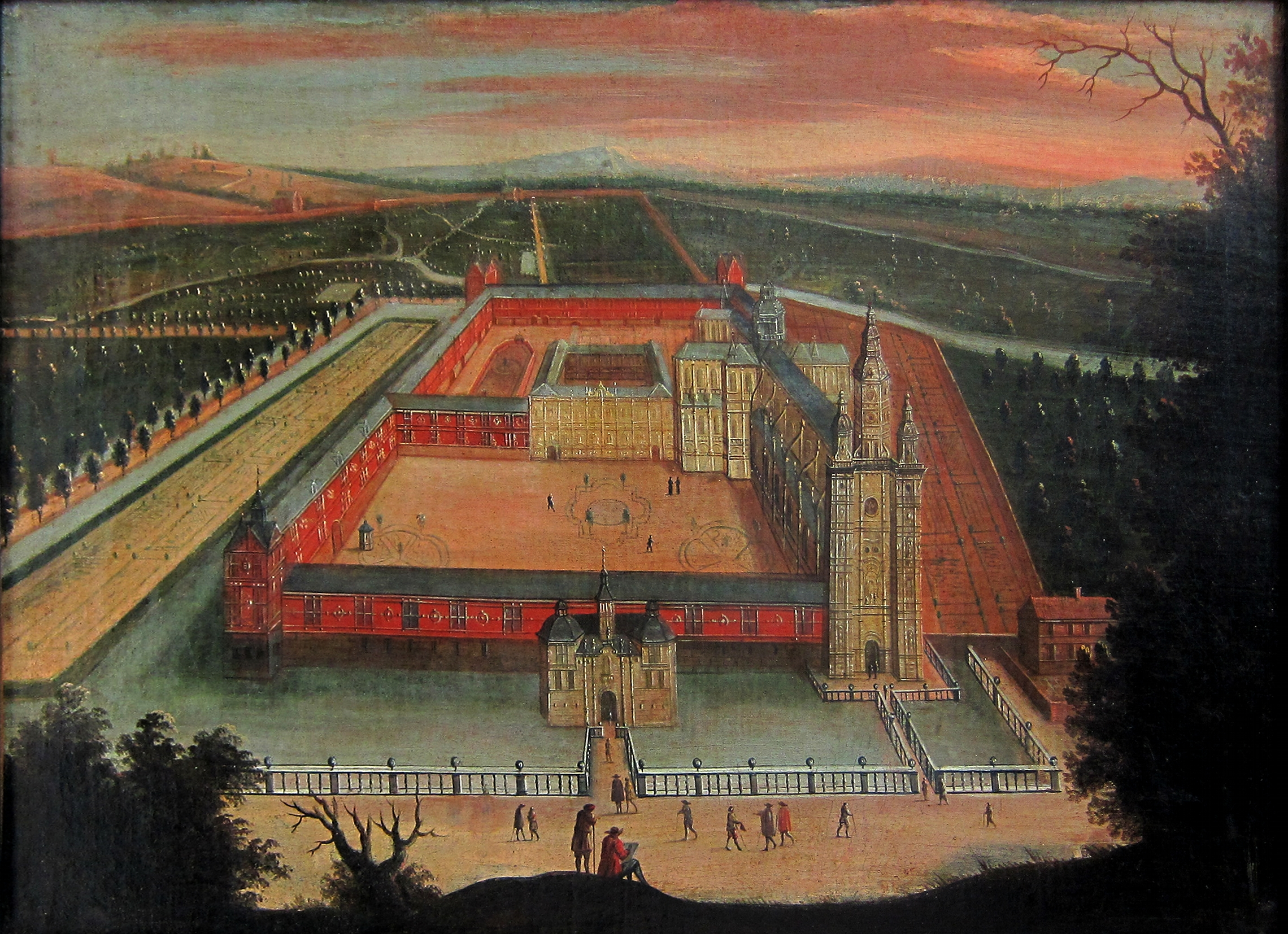
La abadía barroca de Saint-Amand

La abadía fue fundada sobre un vasto terreno en la confluencia de los ríos Scarpe y Elnon, en el bosque de Vicoigne, por el monje Amando de Maastricht alrededor del año 633-639, bajo el patrocinio del rey franco Dagoberto I (r. 629-639). En 679 murió en ella Amando, que sería luego santificado. Conservó durante mucho tiempo el nombre de Elnon antes de tomar el de San Amando, en memoria de su fundador.
Luis el Piadoso, a petición formal del abad Adaleode, confirmó, el 29 de junio de 822, la supremacía de Elnon sobre la abadía de Barisis, reconocida por el rey Carlos el Simple (r. 898-923), en 889 y en 906.
La abadía, además de trabajar para desbrozar y de acondicionar el área circundante, se convirtió en un importante centro de estudios del Renacimiento carolingio. Milon de Saint-Amand, autor de una Vie de saint Amand, fue particularmente activo en ella. El rey Carlos el Calvo (r. 840-877) hizo enterrar allí a dos hijos, Pépin y Dreux, posiblemente gemelos, que murieron en la infancia, nacidos de su segundo matrimonio con Riquilda de Provenza.
En esta abadía se pintó, en el tercer cuarto del siglo IX, el famoso manuscrito Évangiles dits de François II  en el que se puede ver una Crucifixión en la que el crucificado es un joven imberbe con la cabeza inclinada hacia la derecha, los ojos abiertos y de aspecto pacífico.
Destruida por los normandos a finales del siglo IX, la abadía fue completamente reconstruida en el siglo XVII por el abad Nicolas du Bois (1621-1673), según una planta grandiosa y admiradada.
Fue incendiada cinco veces: en 883, en 1066, 1340, 1424 y 1477.
En 1672, Dom Mabillon descubrió allí, al final de un manuscrito del poeta cristiano Grégoire de Naziance, un texto del siglo X en lengua germánica, el Ludwigslied, que conmemora la victoria del ejército franco de Luis III sobre los normandos el 3 de agosto del 881 en la batalla de Saucourt-en-Vimeu. Este texto es hoy considerado uno de los testimonios escritos más antiguos de la lengua germánica.
Durante la Revolución, la abadía fue declarada bien nacional y destruida entre 1797 y 1820.
A principios del siglo XXI, solo quedan y pueden visitarse la regidoría y la torre de la iglesia. Esta última alberga el museo municipal.

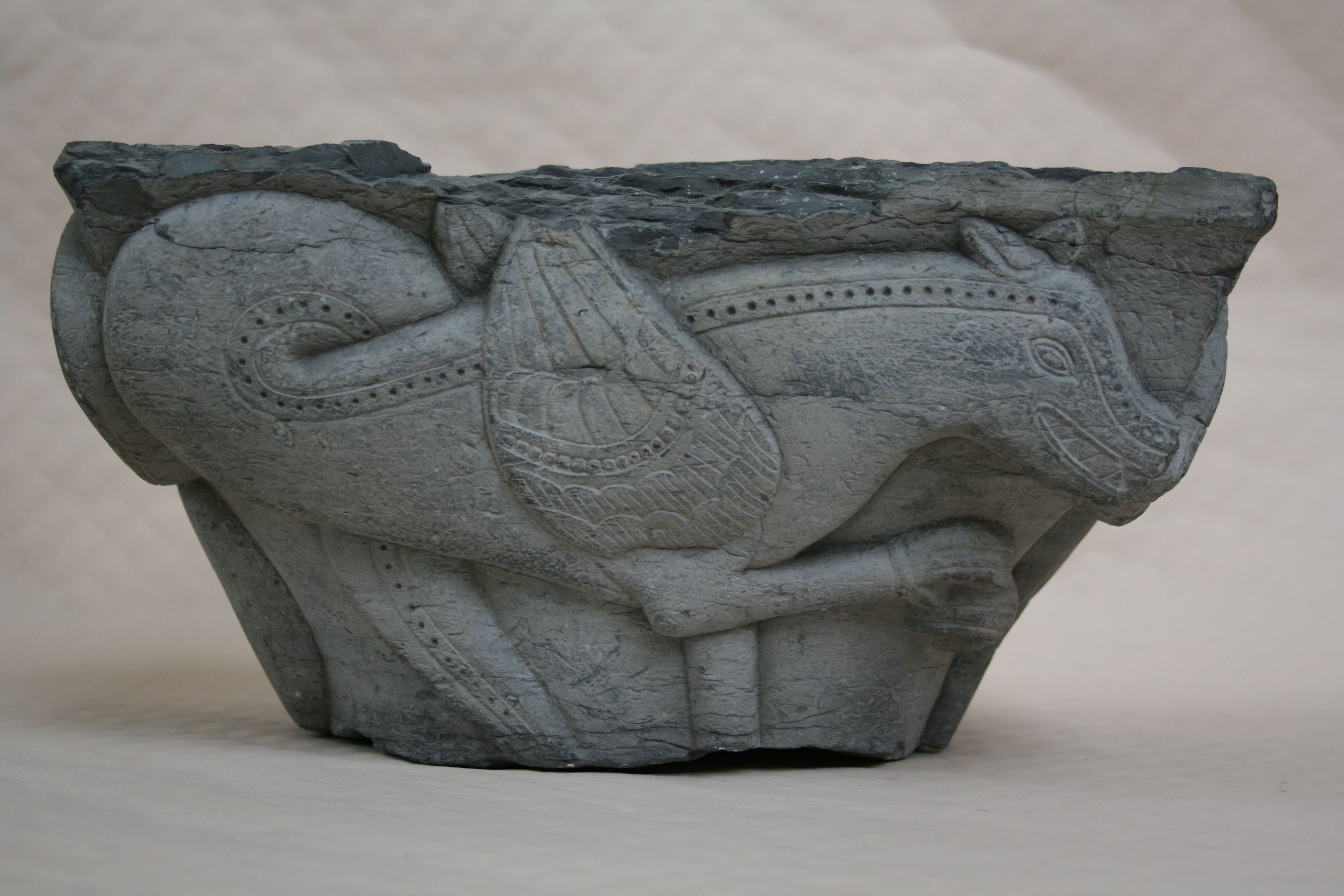
Capitel románico de la abadía de Saint-Amand, Museo de Saint-Amand-les-Eaux.

## La abadía barroca
La iglesia y el monasterio, reconstruidos en estilo barroco flamenco entre 1626 y 1672, en las últimas décadas de la dominación española en Tournaisis (1521-1668), habían sustituido a edificios antiguos y anticuados.

### El monasterio

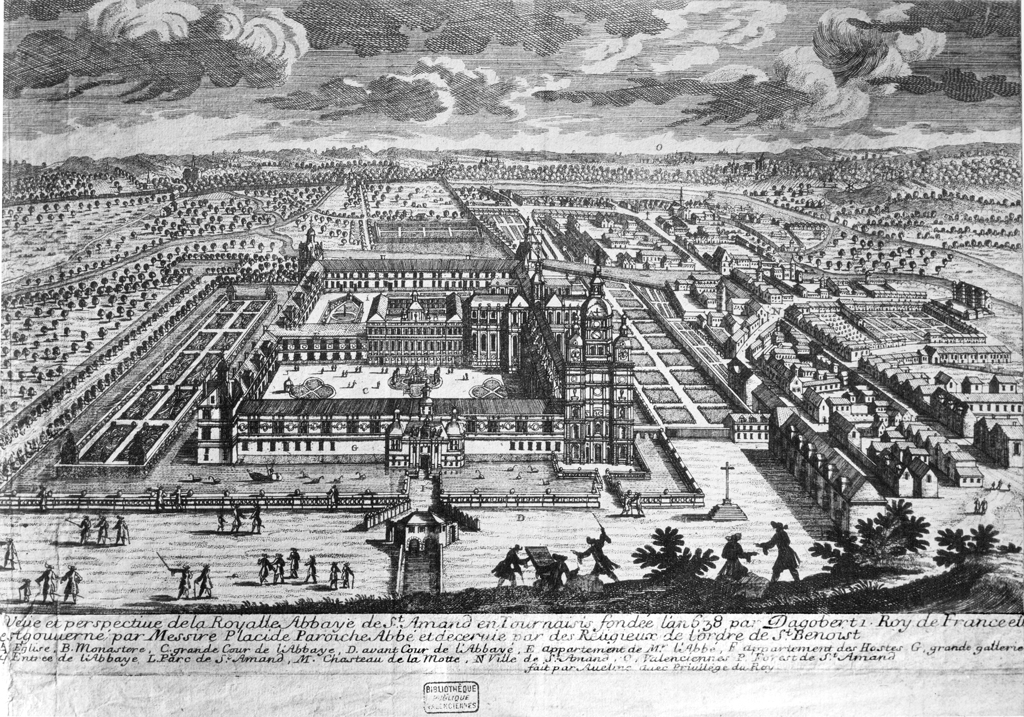
Vista y perspectiva de la Real Abadía de San Amando en Tournaisis fundada en el año 638 por Dagoberto I rey de Francia, está gobernada por Messire Placide Paroiche Abad y servida por religiosos de la orden de San Benito.

El monasterio del siglo XVII dibujaba un vasto rectángulo de 183 m de largo y 169 m de ancho, rodeado de torres:
- al suroeste, la «Tour» (o macizo occidental) de la iglesia abacial,
- al sureste, la torre de Santa Aldegonda,
- al nordeste, la torre del Palomar,
- al noroeste, la torre de los Agaches,

las tres últimas, más modestas.
Si la cara sur del cuadrángulo estaba ocupada casi en su totalidad por la iglesia, en cambio las otras caras alineaban cuerpos de edificios destinados a los servicios; la entrada estaba en la mitad de la cara oeste a través de un pabellón doble. En el centro del cuadrilátero exterior, un segundo cuadrilátero contenía los edificios claustrales propiamente dichos. Los fosos bañaban las caras oeste y norte del monasterio, alimentados por el río Scarpe que pasaba a lo largo de la cara este.
Los edificios reconstruidos no iban a durar poco más de ciento cincuenta años. Declarados bienes nacionales en 1789, fueron desmanteladas desde 1797 hasta 1820, a excepción del cuarto del prior (hoy dividido en casas adosadas), los pabellones de entrada (antiguo ayuntamiento o regidoría) y de la «Tour». Esta última fue catalogada como monumento histórico en 1848,· mientras que los pabellones de entrada fueron clasificados en 1883.

### Pabellones de entrada

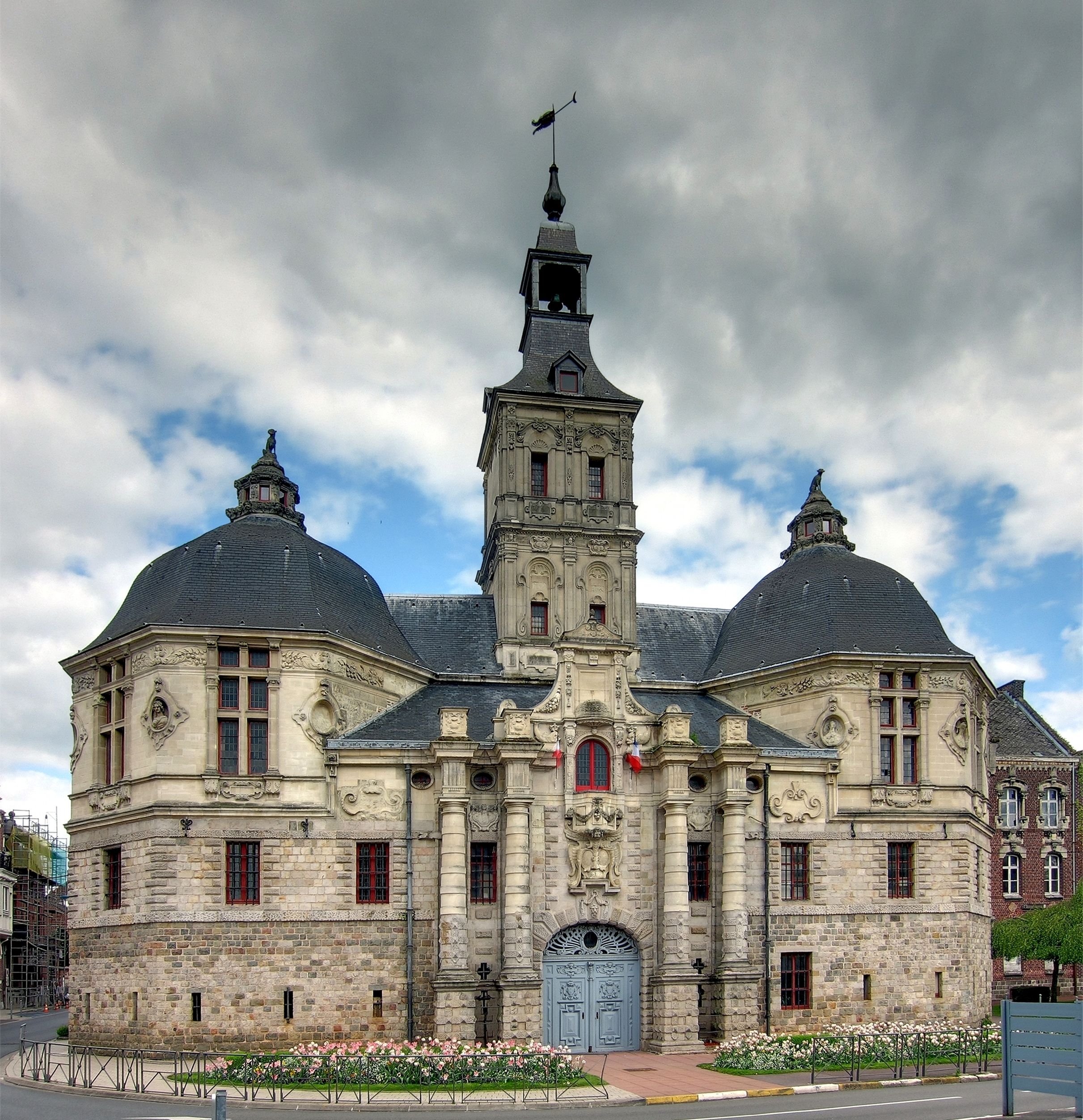
Los antiguos pabellones de entrada de la abadía barroca.

Terminé en 1632, cet ensemble, qui servait à la fois d'entrée de l'abbaye et d'hôtel de ville, comporte, sur l'axe, un portail, anciennement à pont-levis, flanqué de colonnes et terminé par un fronton incurvé. Un clocher ou beffroi carré à deux étages le domine. Un petit bâtiment relie celui-ci de part et d'autre à un pavillon octogonal à un étage, coiffé d'un dôme à pans.
Terminado en 1632, este complejo, que sirvió tanto de entrada a la abadía como de ayuntamiento, comprende, en el eje, un portal, anteriormente con un puente levadizo, flanqueado por columnas y rematado por un frontón curvo. Lo preside un campanario o espadaña cuadrada de dos plantas. Un pequeño edificio lo conecta a ambos lados con un pabellón octogonal de una sola planta, rematado con una cúpula de entramado de madera.
Antes de la Revolución, allí se reunían los regidores con el alcalde o el preboste. Allí se impartía justicia, allí se encarcelaba a los condenados. Después de la transferencia de los asuntos judiciales al tribunal de Valenciennes en la década de 1960, la llamada sala de alta justicia se convirtió en una sala de recepción (el salón Watteau).

### La iglesia abacial
Las iglesias construidas en el siglo XVII fueron de dos tipos:
- de una parte las edificadas por órdenes entonces de reciente creación o enriquecidas por la restauración de la fe religiosa;
- de otra, las que sustituían a antiguas abaciales o colegiatas, anticuadas o en ruinas.[10]

#### Dimensiones
Si las iglesias de reciente fundación eran de tamaño pequeño (de 60 a 70 m de largo por 25 a 30 m de ancho), en cambio las iglesias reconstruidas alcanzaron un tamaño imponente ya que los capítulos que las erigieron habrían creído decaer si no competían con sus antecesores. Así sucedió con la iglesia abacial de Saint-Amand-les-Eaux, construida entre 1648 y 1675. Los benedictinos DD. E. Martène y H. Durand, que visitaron el monasterio en 1713, quedaron impresionados por el tamaño de la iglesia:

La iglesia es original y provoca admiración a todos los que entran en ella. Tiene 460 pies de largo y 78 de ancho. El crucero mide 260 de largo y 80 de ancho
L'église tient de l'original et frappe d'admiration tous ceux qui y entrent. Elle a 460 pieds de longueur et 78 de largeur. La croisée en a 260 de longueur et 80 de largeur.

La iglesia, con planta en cruz de doble transepto (o en cruz de Lorena), alcanzaba unos 140 m de largo exterior y 78 m de ancho exterior transepto. Por lo tanto, superaba a Notre-Dame de Estrasburgo en longitud  (112 m).

#### Planta

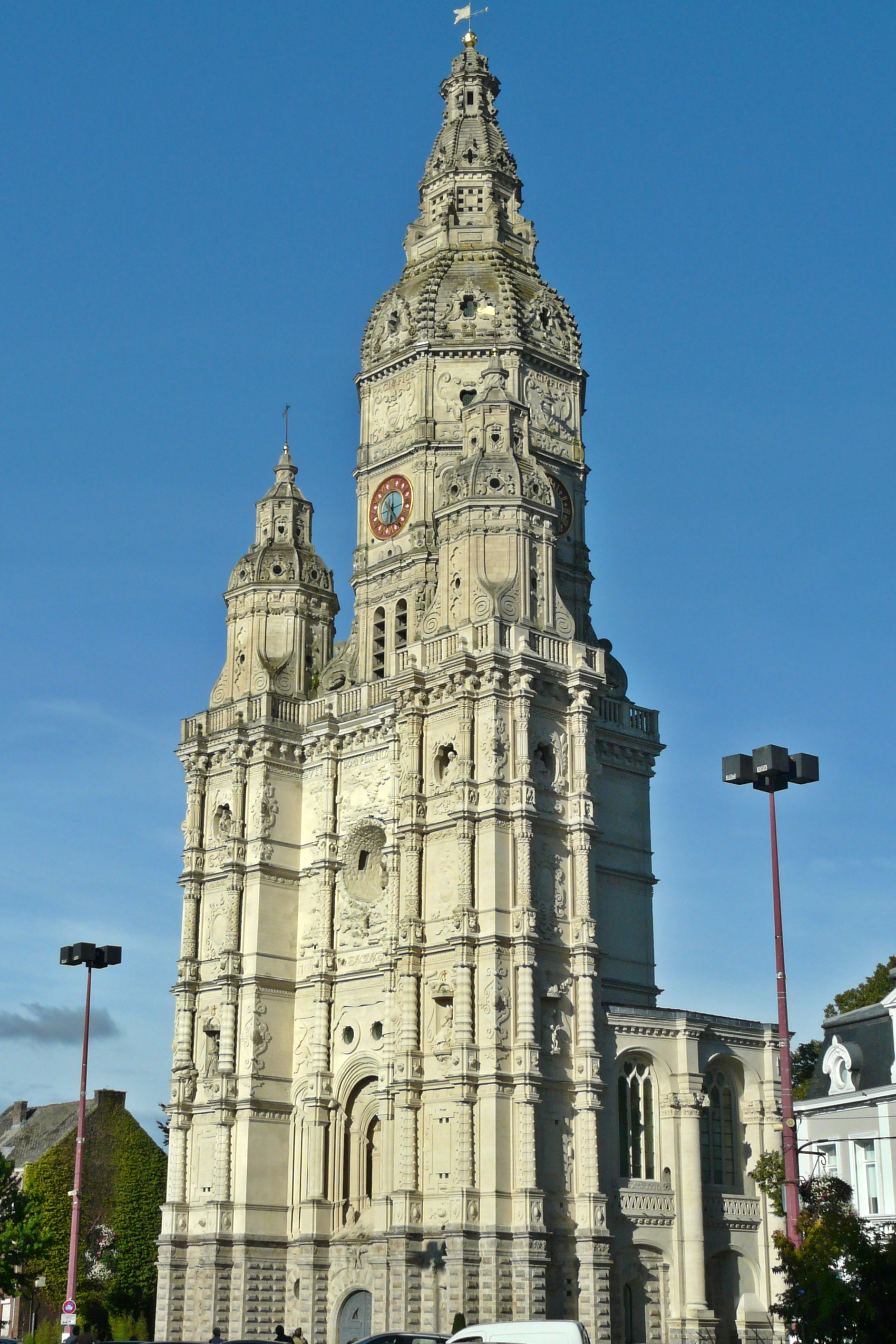
El macizo occidental de la antigua iglesia abacial barroca, en 2013

Alargada en longitud, la abacial constaba de una nave bordeada por naves laterales, cortada en su mitad por un transepto muy largo rodeado de naves laterales, luego por un falso transepto bajo y corto, finalmente cerrado por una cabecera recta a la que se adosaban tres capillas con paños cortados, estando la mayor, más profunda, precedida por un campanario cuadrado. Cada uno de los cuatro croisillons terminaba en un ábside octogonal. En la cabecera de la nave, un campanario octogonal, rematado con una cúpula y dos linternas superpuestas, se asentaba sobre un pórtico al que se adosaban dos torres de escalera. Una torre-linterna octogonal, rematada por una cúpula y un linternón, remataba la cruz central. Una linterna de carpintería iluminaría, a partir de 1700, el falso transepto.

#### Cripta
La planta baja de la nave al norte del transepto estaba ocupada por una inmensa sala dividida por cuatro filas de ocho pilares: era la cripta, una iglesia completa con naves, coro, presbiterio, capillas, etc., reconstruida sobre los cimientos de la iglesia del siglo VII y asignada a un papel puramente funerario a causa de su humedad. Los muros estaban hechos de piedra arenisca plana, de extracción local, llamada «platoux». Se accedía a la cripta por escalones colocados al final de las naves laterales.

#### Coro
Por encima estaban el coro y sus anexos, reservados al clero.

#### Basílica
La planta baja del transepto y de la parte occidental formaban la basílica abierta al pueblo. Una escalera de cuarenta y tres peldaños de mármol negro, rodeada por una reja dorada, permitía subir desde este último nivel al del coro. Sobre esta gran gran escalera, conocida como escalera real, emergía el altar mayor.

#### Tribuna
A los lados del transepto y de la nave occidental se abrían cuatro niveles: una nave baja en la planta baja, en piedra arenisca; altas tribunas naciendo a partir del portal; un triforio; y una hilera de ventanas altas. Las tribunas se desenrollaban hasta la vuelta del coro, al que llegaban exactamente al mismo nivel. Coro y tribunas formaban así la iglesia reservada a los religiosos.

#### Abovedamientos
El conjunto estaba coronado por bóvedas de crucería de medio punto en las que se mezclaban la tradición gótica y las tendencias innovadoras del Renacimiento. El dorado y la pintura realzaban los escudos y las cartuchos que salpicaban las bóvedas. Los arcos de medio punto tenían forma de cerchas sobreelevadas, suerte de mitras de remate romo que llevaban su trasdós a la misma altura que los arcos macizos contiguos. En la cúpula sobre el crucero del transepto, el paso de la planta cuadrada al octógono se obtenía mediante arcos tendidos desde los lomos de una viga transversal a los de la viga transversal vecina. Sobre estos ocho arcos descansaba el tambor perforado con un vano a cada lado.

## Lista de abades
- 633-678 : san Amando de Maastricht
- 678-688: beato André
- 688-690: Jean I
- 690-7??: Wenegisile
- 7??-7??: Wenebert
- 7??-7??: Firmin
- 7??-7??: Guntbert
- 7??-7??: Gerrhaus
- 7??-7??: Sarauvard
- 7??-7??: Ostinge
- 7??-7??: Ermenthée
- 7??-782: Gislebert I
- 782-787: Agelfrid
- 787-810: Arn de Salzburgo
- 810-819: Adalric
- 819-827: Rotfrid
- 827-845: Adalléode
- 845-847: Gislebert II
- 847-852: Hildéric
- 852-864: Adalard/Adahard hijo de Gisela (hija de Ludovico Pío) y de san Évrard
- 864-868: Altfrid
- 868-871: Carloman de Francia
- 871-887: Gauzlin
- 887-921: Robert
- 921-952: Roger
- 952-956: Leudric
- 956-970: Genulphe
- 970-996: Guerric
- 996-1013: Ratbod
- 1013-1018: beato Richard
- 1018-1065: Malbod
- 1065-1076: Lambert Fulcrad
- 1076-1085: Bovon I el Anciano
- 1085-1107: Hugues I
- 1107-1121: Bovon II el Joven
- 1121-1123: Gautier I
- 1123-1145: Absalon
- 1145-1150: Gautier II
- 1150-1168: Hugues II
- 1168-1187: Jean II
- 1187-1191: Eustache
- 1191-1192: Arnoul
- 1192-1201: Gautier III
- 1201-1207: Jean III
- 1207-1218: Guillaume I
- 1218-1225: Gautier IV
- 1225-1238: Herbert
- 1238-1241: Jean IV Gannereau
- 1241-1262: Gautier V de Hertaing
- 1262-1264: Gilles de Tournai
- 1264-1265: Henri I de Scanden
- 1265-1266: Foulques
- 1266-1284: Augustin
- 1284-1300: Guillaume II
- 1300-1325: Pierre I Grongnart
- 1325-1342: Thierry de Haudion
- 1342-1360: Jean V de Vassoigne
- 1360-1364: Jacques de Soudans
- 1364-1386: Jean VI de Mortagne
- 1386-19/06/1407: Nicolas I de Maroilles
- 19/06/1407-13/08/1407: Louis I de Rasse
- 13/08/1407-1416: Nicolas II Louhier
- 1416-1432: Matthieu de Launay
- 1432-1455: Léon I de Lebrande
- 1455-1475: Gérard Coustel
- 1475-1505: Pierre II Quieke
- 1505-1513: Charles I de Hautbois
- 1513-1518: Guillaume III Bollart
- 1518-1526: cardenal Louis II de Bourbon-Vendôme
- 1526-1559: Georges de Egmont-Gueldre
- 1559-1586: cardenal Antoine Perrenot de Granvelle
- 1586-1606: Jean VII Carton de Ath
- 1606-1619: Charles II de Par
- 1619-1621: Laurent Dorpère
- 1621-1673: Nicolas II du Bois[13]
- 1673-1693: Pierre III Honoré du Locron
- 1693-1705: Placide-François Parroiche
- 1705-1709: cardenal Francisco María de Médici
- 1709-1720: cardenal Joseph-Emmanuel de La Trémoille de Noirmoutier
- 1720-1722: cardenal Léon II Potier de Gesvres
- 1722-1753: Nicaise Volet
- 1753-1759: Louis III Honoré du Locron
- 1759-1790: cardenal-duque Henri II Benoît-Marie-Clément-Thomas-François-Xavier Stuart de York

Fuente: Gallia Christiana